# George R. Carter

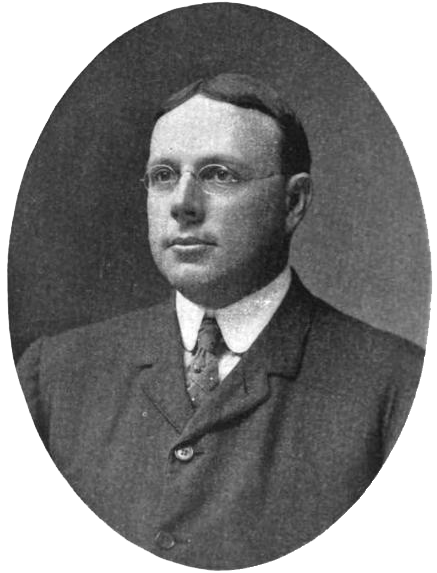
George R. Carter (ca. 1906)

George Robert Carter (* 28. Dezember 1866 in Honolulu, Königreich Hawaiʻi; † 11. Februar 1933 ebenda) war ein US-amerikanischer Politiker und der zweite Gouverneur des Hawaii-Territoriums zwischen 1903 und 1907.

## Werdegang
George Carter besuchte die Fort Street School in Honolulu (heute McKinley High School), die Phillips Academy in Andover, Massachusetts und die Yale University. Nach seiner Ausbildung an der Seattle National Bank kehrte er 1895 nach Hawaii zurück und arbeitete als Kassierer bei der C. Brewer & Co., wo sein Vater, Hanry A.P. Carter, Seniorpartner war. Zwischen 1898 und 1902 war er damit beschäftigt, die Hawaiian Trust Company einzurichten und zu managen. Ferner stieg er zum Geschäftsführer der Hawaiian Fertilizer Company auf. Außerdem war er als Direktor der Bank of Hawaii, C. Brewer und der Alexander & Baldwin tätig.
Carter wurde 1901 in den Hawaiis Territorialsenat von Oʻahu gewählt. Als Territorialsenator wurde er als inoffizieller Beauftragter nach Washington, D.C. geschickt, um mit Präsident Theodore Roosevelt den territorialen Status zu erörtern. Am Ende ernannte ihn Roosevelt 1902 zum Secretary of the Territory und schließlich 1903 zum Territorialgouverneur. Er folgte Sanford Dole, der zurücktrat, um einen Posten als Bundesrichter anzutreten.
Während Carters Administration wurde das gegenwärtige Countysystem geschaffen. Die fünf Countys (Oahu, Maui, Kauai, Hawaii, und Kalawao) wurden am 1. Januar 1906 eingeführt. (Oahu County wurde später die Stadt und County of Honolulu 1909.)
Nach seinem Rücktritt und bis zu seinem Tod am 11. Februar 1933 in Honolulu blieb Carter aktiv in der Politik. Carter war Mitglied von der Hawaiian Historical Society und engagierte sich in der Geschichtsforschung, sammelte kostbare Bücher und Dokumente. 1922 stiftete Carter seine Sammlung an die Hawaiian Mission Children's Society, welche diese fortführt sowie das Mission Houses Museum.